# Монтальба, Эллен
Эллен Эмелин Монтальба (англ. Ellen Emeline Montalba; 1842, Бат — 1912, Венеция) — английская художница. Писала преимущественно портреты и жанровые сцены.

## Биография и творчество
Эллен Монтальба родилась в 1842 году в Бате, в семье английского художника шведского происхождения Антони Рубенса Монтальбы. Её сёстры Клара и Хильда также были художницами, а ещё одна сестра, Генриетта, — скульптором.

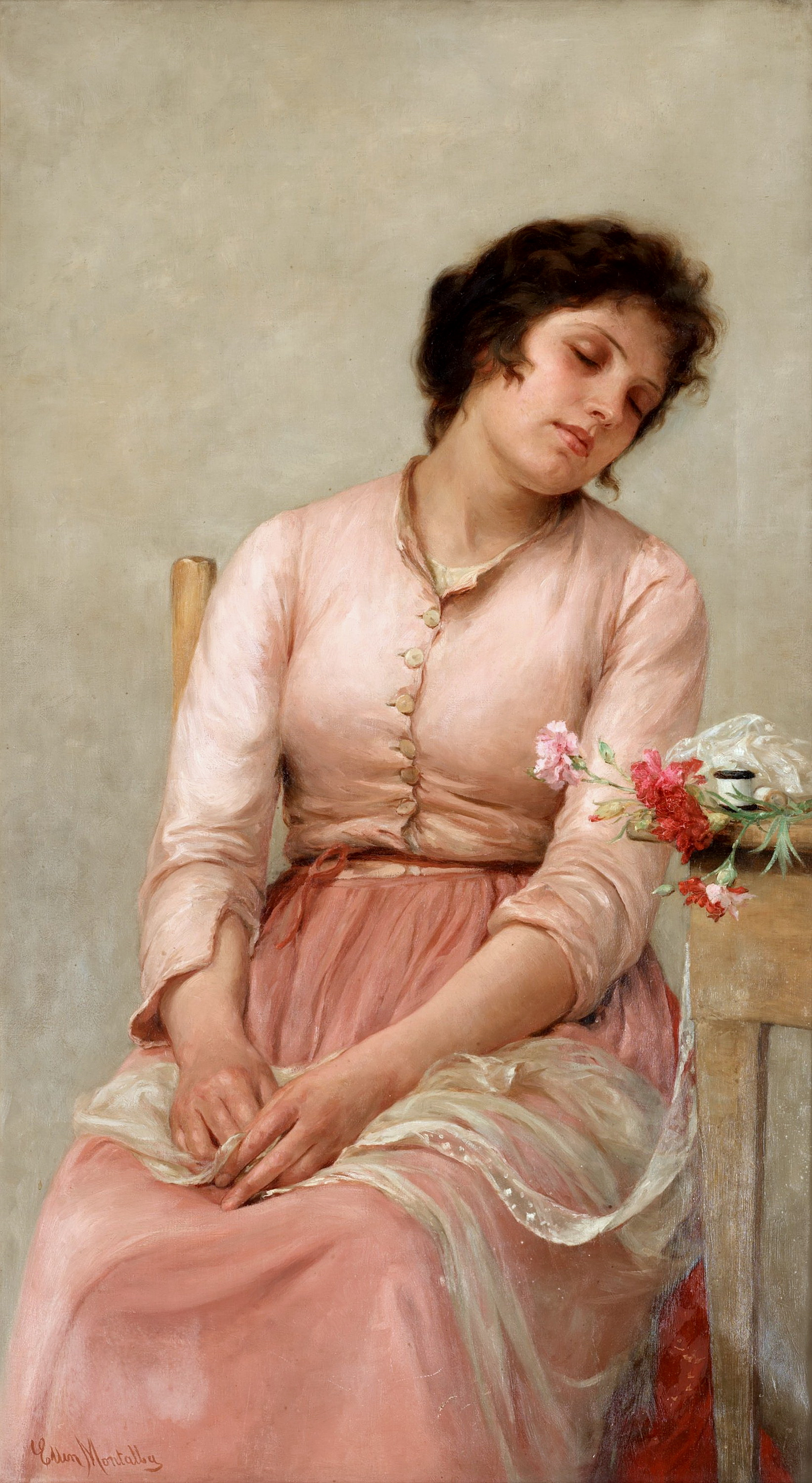
Э. Монтальба. Мечты. 1880-е

Эллен, как и её сестра Генриетта, училась в Школе Южного Кенсингтона (впоследствии Королевский колледж искусств). Затем она путешествовала по Франции вместе с другой сестрой, Кларой, и сопровождала её в Венецию.
Эллен писала преимущественно пейзажи и портреты, в том числе в натуральную величину. Она, как и её сёстры, много выставлялась: в Королевской академии художеств, Королевском обществе британских художников, Королевском институте Глазго, Обществе женщин-художниц и т. д. Одна из акварелей Эллен Монтальба была представлена на Всемирной выставке 1873 года в Вене. Ещё одна её работа, вместе с произведениями других британских художниц (включая сестёр Эллен), демонстрировалась на Всемирной выставке 1893 года в Чикаго. Её работы, особенно венецианского периода, отличались красочностью и поэтичностью.
Эллен Монтальба умерла в 1912 году в Венеции.